# Movimento Nazionale Iracheno
Il Movimento Nazionale Iracheno (INM) (arabo: الحركة الوطنية العراقية al-Ḥaraka al-Waṭaniya al-Iraqiyya), anche noto come Iraqiyya, è stata una coalizione politica formata alle elezioni parlamentari del 2010 tra il partito sciita dell'Intesa Nazionale Irachena, del primo ministro uscente Iyad Allawi, e due partiti sunniti, il Fronte Iracheno di Dialogo Nazionale di Saleh al-Mutlaq, e la Lista del Rinnovamento, del vicepresidente iracheno Tariq al-Hashimi (fuoriuscito nel 2009 dal Partito Islamico Iracheno). L'ispirazione della coalizione era dichiaratamente secolarista e anti-settaria, raggruppando sia sciiti che sunniti.
Tuttavia la candidatura del leader Saleh al-Mutlaq venne impedita per legami con il partito Ba'th. A seguito del fallimento del ricorso nel febbraio 2010, il Fronte Iracheno di Dialogo Nazionale decise di boicottare le elezioni, ma il 25 febbraio al-Mutlaq annunciò che il suo partito avrebbe partecipato ugualmente alle elezioni.
La Lista Iraqiyya ottenne 2.849.612 voti (24,7%) e 91 seggi, risultando la lista maggiore nelle elezioni, con un numero di seggi maggiore della Coalizione dello Stato di Diritto di Nuri al-Maliki, che ottenne 2.792.083 di voti (24,2%) ed 89 seggi.

## Storia

### Lista irachena
All'indomani della caduta del regime di Saddam Hussein, Iyad Allawi venne nominato Primo Ministro ad interim il 1º luglio 2004.
Alle prime elezioni democratiche dell'Iraq, nel gennaio 2005, Allawi si presentò con una propria lista, la "Lista irachena", che raggruppava il proprio partito, l'Intesa Nazionale Irachena, ed una serie di partiti minori. La "Lista irachena" ottenne oltre un milione di voti (1.168.943), pari al 13,82% del totale, risultando la terza lista per numero di preferenze, ottenendo 40 seggi.
La "Lista irachena" era di tendenza filo-americana, e di ispirazione secolarista ed anti-settaria, presentandosi come alternativa tanto alla lista sciita dell'Alleanza Irachena Unita quanto alla lista sunnita del Fronte dell'Accordo Iracheno.

### Lista nazionale irachena
Alle successive elezioni di dicembre, la Lista irachena di Iyad Allawi si unì con altre liste minori, tra cui in particolare la lista sunnita "Gli Iracheni", dell'ex Presidente ad interim Ghazi Mash'al Ajil al-Yawar, che alle elezioni di gennaio aveva ottenuto 150.680 voti e 4 seggi in Parlamento, e la lista comunista "Unione del popolo", che alle elezioni di gennaio aveva ottenuto 69.920 voti e 2 seggi in Parlamento.
Complessivamente la nuova coalizione elettorale, denominata "Lista nazionale irachena" ed ancora guidata da Iyad Allawi, era composta dai seguenti partiti:
- Intesa Nazionale Irachena, guidata da Iyad Allawi
- Gli Iracheni, di Ghazi Mash'al Ajil al-Yawar
- Unione del popolo
- Partito Comunista Iracheno, di Hamid Majid Musa
- Assemblea dei democratici indipendenti, di Adnan Pachachi
- Assemblea democratica Al-Qasimy
- Gruppo repubblicano iracheno
- Movimento socialista arabo
- Raggruppamento democratico indipendente
- Lega dei capi e delle tribù turcomanne irachene, di Abd Al-Hammed Al-Bayati
- Raggruppamento Alfurat Al Awsat
- Coalizione di lealtà all'Iraq
- Alleanza irachena indipendente
- Consiglio indipendente degli sceicchi iracheni
- Lista nazionale
- Ahrar

La "Lista nazionale irachena" ottenne alle elezioni di dicembre 977.325 voti, pari all'8% del totale, un risultato ampiamente inferiore rispetto alle aspettative, e soltanto 25 seggi in Parlamento (su 275 seggi totali), a fronte dei 47 seggi complessivamente ottenuti dalle liste della coalizione alle precedenti elezioni di gennaio.

## Movimento Nazionale Iracheno
Alle elezioni del 2010 la coalizione "Movimento Nazionale Iracheno" consisteva dei seguenti partiti :
- Intesa Nazionale Irachena, guidata dall'ex primo ministro Iyad Allawi
- Fronte Iracheno di Dialogo Nazionale, guidato da Saleh al-Mutlaq ma a causa della sua interdizione guidato alle elezioni da suo fratello Ibrahim al-Mutlaq,
- Lista del Rinnovamento, guidata dal vice presidente Tariq al-Hashimi (ex Segretario del PII)
- Fronte Turcomanno Iracheno, guidato da Saadeddin Arkej, che non si presentò alle elezioni
- al-Hadba, guidato dal governatore di Ninive Atheel al-Nujayfi, ma alle elezioni da suo fratello Usama al-Nujayfi
- Movimento Nazionale per lo Sviluppo e la Riforma (al-Hal), guidato da Jamal Al-Karboli
- Gli Iracheni, guidato dall'ex Presidente Ghazi Mash'al Ajil al-Yawar
- Raggruppamento del Futuro Nazionale, guidato dal vice primo ministro Rafi al-Issawi
- Raggruppamento Arabo Iracheno, guidato da Abdul Karim Abtan al-Juburi
- Assemblea dei Democratici Indipendenti, guidata da Adnan Pachachi
- numerosi candidati indipendenti

La coalizione al-ʿIrāqiyya ottenne complessivamente 2.849.612 voti, pari al 24,72% del totale, risultando la prima lista a livello nazionale e guadagnando il maggior numero di seggi in Parlamento, cioè 91 seggi, guadagnando 54 seggi rispetto alle precedenti elezioni del 2005.
A livello territoriale, la maggior parte dei voti ottenuti dalla coalizione provenivano dai governatorati a maggioranza sunnita di Al-Anbar e Ninive.
Inoltre la ripartizione interna dei seggi tra i diversi gruppi è stata la seguente:
| Partito                              | Seggi |
| ------------------------------------ | ----- |
| Intesa Nazionale Irachena            | 28    |
| Fronte Iracheno di Dialogo Nazionale | 16    |
| al-Hal                               | 13    |
| al-Hadba                             | 9     |
| Raggruppamento del Futuro Nazionale  | 8     |
| Lista del Rinnovamento               | 7     |
| Gli Iracheni                         | 6     |
| Fronte Turcomanno Iracheno           | 3     |
| Raggruppamento Arabo Iracheno        | 1     |

Nonostante il successo elettorale, tuttavia, le altre due coalizioni maggiori, entrambe sciite, cioè la Coalizione dello Stato di Diritto, del Primo Ministro Nuri al-Maliki, e l'Alleanza Nazionale Irachena, dell'ex Primo Ministro Ibrahim al-Ja'fari, con rispettivamente 89 e 70 seggi, formarono successivamente al voto una grande coalizione di governo, confermando il Primo Ministro Nuri al-Maliki.
La coalizione del Movimento Nazionale Iracheno (Iraqiyya) subì in seguito diverse defezioni:
- l'8 marzo 2011, 8 deputati abbandonarono la coalizione per formare un nuovo gruppo, gli Iracheni bianchi[6];
- successivamente, il 18 marzo 2011, altri 20 deputati formarono il gruppo dei Giovani Iracheni, guidato da Talal Zobaie, pur restando nella coalizione Iraqiya[7];
- nell'aprile 2011, altri 5 deputati formarono il gruppo degli Iracheni liberi.

La ragione di queste separazioni era principalmente che il potere della lista era di fatto esercitato soltanto da alcuni partiti principali, ignorando le migliaia di piccoli partiti componenti, e dal fatto che la coalizione non aveva una linea politica o ideologica definita.
Come effetto di ciò nel 2012, in vista delle elezioni provinciali del 2013, i leader minoritari della coalizione, Saleh al-Mutlaq e Usama al-Nujayfi, avrebbero tenuto colloqui privati con il Primo Ministro Nuri al-Maliki per aggregarsi alla Coalizione dello Stato di Diritto.

### Al Wataniya
Alle elezioni del 2014, il partito dell'Intesa Nazionale Irachena di Iyad Allawi si presentò nella "Coalizione Nazionale" (Al-Wataniya, ائتلاف الوطنية}), con diversi partiti minori e candidati indipendenti, mentre i principali partiti sunniti ex alleati si presentarono nella coalizione sunnita Mutahidun.
La coalizione "Wataniya" ottenne 21 seggi, mentre la coalizione "Mutahidun" ottenne 23 seggi.
La coalizione "Wataniya"  si ripresentò alle elezioni del 2018, ottenendo ancora 21 seggi.